# پیوس چهارم
پاپ پیوس چهارم (به انگلیسی: Pius IV) (تولد ۳۱ مارس ۱۴۹۹ - درگذشته ۹ دسامبر ۱۵۶۵) یکی از پاپ‌های کلیسای کاتولیک رم بود که در میلان به دنیا آمد و از ۱۵۵۹ تا ۱۵۶۵ میلادی پاپ بود.